# ASWH
ASWH (Altijd Sterker Worden Hendrik-Ido-Ambacht) ist ein niederländischer Fußballverein aus Hendrik-Ido-Ambacht, der in den Amateurligen spielt. Die Vereinsfarben sind schwarz und weiß.

## Geschichte

### 1929–1939: Erste Jahre und CNVB
Der Verein wurde der 1. August 1929 als Altijd Sterker Worden (ASW) gegründet. Anfangs bestritt der Verein nur Freundschaftsspiele, da kein eigenes Spielfeld vorhanden war. Dies änderte sich, als ein Bauer dem Club 1936 eine Weide als Spielfeld überließ. Das erste Heimspiel wurde am 25. Mai 1936 gegen ULO Groenendijk ausgetragen.
Im Jahr 1937 trat der Verein dem Rotterdamer Bezirk des Christelijke Nederlandsche Voetbal Bond (Christlich-Niederländischen Fußballverbandes) in seiner dritten und untersten Klasse bei. Im nächsten Jahr wurden die Level gesenkt, was ASWH dazu brachte, in einer kompakteren und vielfältigeren Fußballliga zu spielen.

### 1939–1949: KNVB, Krieg und erste Meisterschaft
1939 wurden die Ligen durch der Koninklijke Nederlandse Voetbal Bond (KNVB) übernommen. Ab 1940 spielte der Verein in der Samstags-Regionalsektion der NVB Dordrecht. Allmählich wurde das H zu ASWH hinzugefügt, um Verwechslungen mit dem ASW aus Dordrecht zu vermeiden. 1942 beschlagnahmten die Nazis das Feld des ASW und der Verein nutzte das Sportfeld des Ido's Football Club im Nieuwe Bosweg. Von 1943 bis 1945 gab es keinen Liga, nur sporadische Spiele.
Der erste Meistertitel für die erste Mannschaft des ASWH wurde 1949 nach dem Gewinn aller Spiele erreicht. Der Aufstieg war damit sportlich erreicht, erschien jedoch problematisch weil der bisherige Platz nicht die Kriterien für die Aufnahme in das Hauptligasystem des KNVB erfüllte. Ein neues Gelände am Pruimendijk in Oostendam wurde von einem Bauern erworben und zu einem den Kriterien entsprechenden Platz ausgebaut. Damit konnte der Verein wurde in die Vierde Klasse des KNVB aufsteigen.

### 1949–1971: Vierde Klasse und Derde Klasse

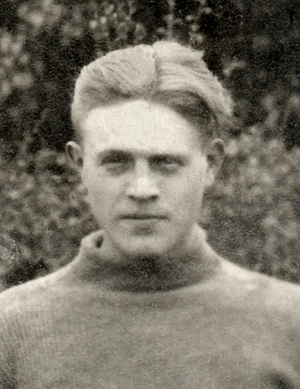
In den Jahren 1954 bis 1958 trainierte Floor de Zeeuw, ehemaliger Torhüter im ersten Kader von Feyenoord, ASWH 1.

Während der nahezu gesamten 1950er Jahre spielte ASWH in der Vierde Klasse 4C und 4D. 1959 gewann der Verein die 4D-Sektionsmeisterschaft und stieg in die Derde Klasse auf. Das erste Abenteuer der Derde Klasse dauerte nur ein Jahr. 1961 sicherte sich ASWH seinen zweiten Sektionsmeister der Vierde Klasse. Diesmal dauerte es zwei Jahre in der Derde Klasse. 1965 stieg man zum dritten Mal in die Dritte Klasse auf in der man die nächsten 5 Jahre spielte.
1970 gewann die Ambacht-Mannschaft seine einzige Derde-Klasse-Meisterschaft, nachdem sie Racing Club Leiderdorp zu Hause mit 2:0 besiegt hatte. Damit stieg der Klub in die Tweede Klasse auf.

### 1971–1996: Tweede Klasse und Eerste Klasse
1983 gewann ASWH die erste und einzige Tweede-Klasse-Meisterschaft und stieg in die Eerste Klasse auf. Bis 1992 spielte der Club in der Eersten Klasse. In den Jahren 1992 bis 1995 spielte ASWH wieder in der Tweede Klasse. 1995 stieg man erneut in die Eerste Klasse auf.

### 1996–2016: Hoofdklasse und Amateurmeister
Im Jahre 1996 stieg ASWH von der Eerste Klasse in die Hoofdklasse auf, damals die höchste Stufe des Amateurfußballs in den Niederlanden. Der Verein stieg zwei Jahre später ab, gefolgt vom Titel in der Eersten Klasse und dem automatischen Wiederaufstieg in die Hoofdklasse. ASWH wurde in die Hoofdklasse B platziert und belegte dort den dritten Platz. Die nächste Saison brachte den ersten Hoofdklasse-Titel in der Geschichte des Vereins. Im Jahr 2002 gewann ASWH erneut den Titel, diesmal in der Samstags-Hoofdklasse A. Eine dritte Hoofdklasse-Meisterschaft wurde in 2004/2005 gewonnen, diesmal gefolgt vom nationalen Titel für Amateure am Samstag gegen IJsselmeervogels und Excelsior ’31 aus Rijssen und dem Niederländischen Supercup der Amateure gegen SV Argon aus Mijdrecht.
Von Herbst 2010 bis Frühjahr 2016 spielte ASWH ununterbrochen in der Hoofdklasse B. In der Saison 2015–2016 belegte ASWH in der Hoofdklasse den dritten Platz. Durch Playoffs stieg es erstmals über die Hoofdklasse hinaus in die neu gegründete Derde Divisie auf. Im KNVB-Pokal 2016/17 schlug ASWH De Treffers mit 0:3 in Groesbeek in der ersten Runde. In der zweiten Runde gewann man 2:3 gegen SV Spakenburg in Spakenburg. In der dritten Runde verlor der Verein 2:0 gegen AZ Alkmaar in Alkmaar.

### 2016–: Derde Divisie und Tweede Divisie
ASWH startete 2015/16 mit einer Reihe von Siegen und endete schließlich mit einer 1:3-Niederlage gegen Odin '59 aus Heemskerk am 25. September 2016. ASWH stellte sich früh genug neu auf und beendete seine erste Derde Divisie-Saison auf dem 4. Platz. In seiner zweiten Derde Divisie-Saison beendete ASWH die Saison auf einem enttäuschenden 11. Platz, der zum Klassenerhalt in der Derde Divisie reichte.
2019 wurde die Jugendabteilung der ASWH vom KNVB als regionale Fußballakademie zertifiziert. Im selben Jahr stieg die erste Herrenmannschaft in die Tweede Divisie auf, die höchste Amateurliga. Wegen zwei Saisonabbrüche wurden die Ambachter vor dem Abstieg bewahrt, im Jahre 2022 stieg es tatsächlich in die Derde Divisie ab.
2023–24 hat ASWH gespielt in der Vierde Divisie, der neu gegründeten Hoofdklasse. Es ging auf dem ersten Platz in die Winterpause, 11 Punkte vor seinem nächsten Konkurrenten. Am Ende der Saison hatte ASWH die Sektionsmeisterschaft und alle drei Trimister-Meisterschaften gewonnen.

## Trainer
- Henk Zwang (1950–1954)
- Janus van der Gijp (1954)
- Floor de Zeeuw (1954–1958)
- Cor Scheurwater (1958–1962)
- Piet Confurius (1962–1963)
- Cor Scheurwater (1963–1964)
- Cees de Jong (1964–1967)
- Theo Smit (1967–1968)
- Ad de Bondt (1968–1973)
- Gerrit Wijngaard (1973–1975)
- Leo van Graafeiland (1975–1978)[7]
- Roon Schleurholtz-Boerma (1978–1979)[8]
- Henk van Osch (1979–1984)
- Cees van de Bosch (1984–1986)[9]
- Gerard Weber (1986–1988)
- Cees van de Bosch (interim, 1988)
- Arnold Lobman (1988–1991)
- René Vermunt (1991–1993)
- Arie van der Zouwen (1993–1997)
- Arie Romijn (1997–1998)
- Hans Maus (1998–2000)
- André Wetzel (2000–2001)
- Jack van den Berg (2001–2006)
- Bill Tukker (2006–2008)
- Henk Wisman (interim, 2008)[10]
- Dogan Corneille (interim, 2008)
- Willem Leushuis (2008–2010)
- Fop Gouman (2010–2011)
- Ron Timmers (2011–2013)
- Michel Langerak (2013–2015)[11]
- Joop Hiele (interim, 2015)
- Jack van den Berg (2015–2018)
- Cesco Agterberg (2018–2019)
- Rogier Veenstra (2019–2022)[12]
- Sjoerd van der Waal (2022–2023)
- Roy Brinkman (2023–2025)
- Steye Jacobs (2025–)

## Kader in der Saison 2025/26
| Nr.        | Nat.        | Spieler                 | geboren           | im Verein seit | Vertrag bis |
| Tor        | Tor         | Tor                     | Tor               | Tor            | Tor         |
| ---------- | ----------- | ----------------------- | ----------------- | -------------- | ----------- |
| 1          | Niederlande | Jeffrey Verkerk         | 12. Dezember 1992 | 2023           | 2027        |
| 12         | Niederlande | Giovanni van der Schans | 20. Januar 2005   | 2025           | 2026        |
| 16         | Niederlande | Dirk Boonstoppel        | 2. März 2003      | 2024           | 2026        |
| Abwehr     |             |                         |                   |                |             |
| 2          | Niederlande | Tristan Armand          | 11. April 2002    | 2023           | 2026        |
| 3          | Kosovo      | Edon Fetahi             | 15. Februar 2000  | 2022           | 2026        |
| 4          | Angola      | Luis Pedro              | 6. Januar 1992    | 2023           | 2026        |
| 5          | Kap Verde   | Stefan Watson           | 5. Februar 2002   | 2022           | 2026        |
| 14         | Niederlande | Job van der Werff       | 25. Juni 2000     | 2024           | 2026        |
| 23         | Curaçao     | Jullien Moerman         | 1. Juli 2004      | 2023           | 2026        |
| Mittelfeld |             |                         |                   |                |             |
| 10         | Kap Verde   | Benjamin Reemst         | 29. März 2000     | 2025           | 2026        |
| 18         | Kap Verde   | Angelo Nascimento       | 8. September 2002 | 2024           | 2026        |
| Sturm      |             |                         |                   |                |             |
| 9          | Niederlande | Bradley Tuinfort        | 2. März 2002      | 2023           | 2026        |
| 11         | Suriname    | Genridge Prijor         | 15. Mai 1995      | 2023           | 2027        |
| 20         | Niederlande | Jay Abbo                | 1. Juli 2004      | 2025           | 2026        |
| 37         | Niederlande | Luuk Admiraal           | 15. März 2002     | 2025           | 2026        |

## Bekannte ehemalige Spieler

### Abwehrspieler
- Henrico Drost (2020–2022)[14][15]
- Ramon Hendriks (–2017; Jugend)[16]

### Mittelfeldspieler
- Shabir Isoufi (2015–2017)[17]
- Marten de Roon (1997–1999; Jugend)[18]

### Stürmer
- İsmail Yıldırım (2017–2021)[19]